# Мелісса Сітріні-Больйо
Мелісса Сітріні-Больйо (фр. Mélissa Citrini-Beaulieu, нар. 12 червня 1995) — канадська стрибунка у воду, срібна призерка Олімпійських ігор 2020 року, призкрка чемпіонатів світу.

## Виступи на Олімпіадах
| Олімпіада  | Дисципліна                                | Місце |
| ---------- | ----------------------------------------- | ----- |
| Токіо 2020 | синхронні стрибки з 3-метрового трампліна | 2     |